# Halliste (rivière)
Pour les articles homonymes, voir Halliste.
La rivière Halliste se trouve dans la région de Viljandi en Estonie et est un affluent de la Navesti donc un sous-affluent du fleuve Pärnu. 

## Géographie
Son cours s'étend sur 86 km. La rivière prend sa source dans les hauteurs de Sakala, à 3,5 km de Karksi-Nuia, et se jette dans la Navesti, dont elle est un affluent gauche.
Son bassin est de 1 900 km2.